# フーゴー・ウィンクラー

フーゴー・ウィンクラー

フーゴ・ヴィンクラー（Hugo Winckler, 1863年7月4日 - 1913年4月19日）は、ドイツの考古学者、東洋言語学者。古代小アジアの大国ヒッタイトを再発見した。

## 経歴
1863年にザクセン州グレーフェンハイニヒェンに生まれる。1904年からベルリン大学で、楔形文字など古代言語学の教授を務める。
ヴィンクラーは1906年、小アジア内陸部の村ボアズキョイを発掘し、粘土板文書の大書庫を発見した。既に以前からアマルナ文書の研究で未解読の言語で書かれた粘土板に触れていた彼は、ボアズキョイでの発掘で出土する粘土板文書から、その地がかつてのヒッタイトの首都ハットゥシャであることを明らかにした。既にエジプトで発見されていた、エジプトのファラオ・ラムセス2世とヒッタイト王ハットゥシリ3世の、アッカド語で書かれた平和条約文書の対となる粘土板が発見されたことが決定的証拠となった。彼自身はヒッタイト語解読に成功しなかったが、発掘は1912年まで続けられた。
これらの粘土板文書はその後のヒッタイト語解読によって、エーゲ海から中東にいたる地域の政治、宗教の研究について重要な示唆を与えるものが少なくないことが判明した。たとえばクマルビ神話の発見により、ヒッタイトの王権交代神話と古代ギリシアの詩人ヘシオドスの『神統記』との類似が指摘され、ギリシア世界への影響が論じられている。またヒッタイトの王シュッピルリウマ1世とミタンニ王マティワザとの間で交わされた平和条約に関する公文書「ミタンニ・ヒッタイト条約文」は古代中東世界、とりわけ古代アーリア人の宗教の研究に大きな影響を与えた。
1913年ベルリンで死去。